# Спортна акробатика
Спортната акробатика е спорт, съчетаващ в себе си елементи от гимнастиката и акробатиката, има своя хореография. Разделя се на няколко вида: двойки – мъжка, женска и смесена, женска тройка и мъжка четворка. Играят се няколко съчетания, оценявани от съдии и се съставя класиране в многобой и по отделните съчетания.
България е една от страните учредителки на Международната федерация по спортна акробатика (МФСА) към Международната федерация по гимнастика. Дългогодишен председател на МФСА е бил българин – Стоил Сотиров, а сред страните с най-много отличия от европейски и световни първенства е и България. Центрове за развитие на този спорт в България са Горна Оряховица, Лом, Айтос, Плевен, Ямбол, Бургас, Сливен, Русе, София – с няколко спортни клуба – СКА Орел Айтос, СК "Олимп"-Лом, СКА „Нефтохимик 2011“ – Бургас, ЦСКА София, Академик, „Балкан“ Ботевград, Локомотив Русе, СКА „Сефан Данчев“ Сливен и др. През 70-те и 80-те години участието на окръжни и републикански първенства е масово.